# Bryocodia saniva
Bryocodia saniva là một loài bướm đêm trong họ Noctuidae.